# Каминити, Джузеппе
Джузеппе Каминити (итал. Giuseppe Caminiti, 19 мая 1935, Вилла-Сан-Джованни, Калабрия — 15 июля 2025) — итальянский политик и врач.

## Биография
В 1958 году он окончил медицинский факультет Мессинского университета, а в 1961 году получил специализацию в области анестезиологии во Флорентийском университете. В 1968 году он стал профессором анестезиологии Римского университета «Ла Сапиенца».
В 1969 году он стал заведующим отделением анестезиологии и реанимации в Объединённой больнице Реджо-ди-Калабрия.
На всеобщих выборах 2001 года он был избран депутатом 14-го созыва по списку партии «Вперёд, Италия».
Каминити умер 15 июля 2025 года в возрасте 90 лет.